# Zatavua
Zatavua is een geslacht van spinnen uit de familie trilspinnen (Pholcidae). De wetenschappelijke naam van het geslacht is voor het eerst geldig gepubliceerd in 2003 door Bernhard A. Huber.
Het geslacht is alleen gekend uit Madagaskar. De naam verwijst naar Zatavu, een magiër uit de Malagassische mythologie. Hij kon bewijzen dat hij zichzelf had geschapen en mocht daarom trouwen met een godin.

## Soorten
Het geslacht kent de volgende soorten:
- Zatavua analalava Huber, 2003
- Zatavua andrei (Millot, 1946)
- Zatavua ankaranae (Millot, 1946)
- Zatavua fagei (Millot, 1946)
- Zatavua griswoldi Huber, 2003
- Zatavua imerinensis (Millot, 1946)
- Zatavua impudica (Millot, 1946)
- Zatavua isalo Huber, 2003
- Zatavua kely Huber, 2003
- Zatavua madagascariensis (Fage, 1945)
- Zatavua mahafaly Huber, 2003
- Zatavua punctata (Millot, 1946)
- Zatavua talatakely Huber, 2003
- Zatavua tamatave Huber, 2003
- Zatavua voahangyae Huber, 2003
- Zatavua vohiparara Huber, 2003
- Zatavua zanahary Huber, 2003